# Otto Hofmann
Otto Hofmann (16. marts 1896 – 31. december 1982) var en tysk militærmand, der i 1914 meldte sig til hæren og siden blev forfremmet til sekondløjtnant. Han flygtede fra russisk fangenskab og blev fra 1933 fuldtids SS-officer. Hofmann blev i 1943 udnævnt til kommandant for SS-Hovedsektor Sydvest, og senior SS- og politileder i Württemberg, Baden og Alsace. Han blev idømt 25 års fængsel for krigsforbrydelser og forbrydelser mod menneskeheden. I 1954 fik han amnesti og påbegyndte arbejde i en privat virksomhed frem til sin død i 1982.